# 刈谷市立亀城小学校
刈谷市立亀城小学校（かりやしりつ きじょうしょうがっこう）は、愛知県刈谷市城町1丁目25番地1にある市立小学校である。

## 地理
学区は刈谷市の南西部にあり、西側には三河国と尾張国を隔てる境川が流れている。学区の中央部や南部は商業地区、北部は住宅地区となっている。学校の敷地は刈谷城の範囲に含まれている。学校の周囲には、椎の木屋敷、大手門跡、文礼館跡、下町常夜燈跡などの史跡が多数存在する。

## 歴史

### 沿革
碧海郡刈谷町で初めて設立された小学校である。刈谷藩の藩校である文礼館を継承し、1873年（明治6年）に第一番小学刈谷学校が開校した。初代校長の黒田定衛が定めた校訓は、今日でも教育指針となっている。1908年（明治41年）に亀城尋常高等小学校に改称した。1912年（明治45年）には高須鉈吉が2代目校長に就任し、1923年（大正12年）に退任するまで校長を務めた。
昭和初期の1928年（昭和3年）10月には大中肇の設計による本館（現：刈谷市郷土資料館）が完成。この建物は和洋折衷の建築物であり、愛知県指定文化財となっているほか、1999年（平成11年）には国の登録有形文化財に登録された。刈谷城跡である亀城公園に近い。

### 年表
- 1873年（明治6年） - 第一番小学刈谷学校として開校[1][2]。
- 1886年（明治19年） - 尋常小学刈谷学校に改称[2]。
- 1892年（明治25年） - 組合立刈谷尋常小学校に改称[2]。
- 1907年（明治40年） - 刈谷第一尋常小学校に改称[2]。
- 1908年（明治41年） - 亀城尋常高等小学校に改称[2]。
- 1941年（昭和16年） - 刈谷町亀城国民学校に改称[2]。
- 1944年（昭和19年） - 名古屋市立呼続国民学校の児童が亀城国民学校と小高原国民学校に集団疎開[3]。
- 1947年（昭和22年）4月1日 - 刈谷町立亀城小学校に改称[2]。
- 1950年（昭和25年）4月1日 - 碧海郡刈谷町が市制施行して刈谷市となったことで刈谷市立亀城小学校に改称[2]。
- 1963年（昭和38年） - 刈谷市の学校で初となるプールが完成[4]。

## 校訓
- すすんでやろう（向上）
- しっかりやろう（自重）
- ともどもやろう（協同）

## 学区
- 逢妻町・熊野町・宝町・八幡町・寺横町・新栄町・城町・銀座・司町・広小路

## 出身著名人
- 加藤与五郎 - 化学者・工学者。文化功労者。野田小学校を卒業後に刈谷高等小学校（現・亀城小学校）に入学[5]。
- 森銑三 - 書誌学者。刈谷高等小学校（現・亀城小学校）を卒業[5]。森三郎の兄。
- 森三郎 - 童話作家。刈谷高等小学校（現・亀城小学校）を卒業[5]。森銑三の弟。
- 宮田一松 - 政治家。刈谷市長。
- 竹中良則 - 政治家。刈谷市長。
- 稲垣武 - 政治家。刈谷市長。